# Tetrabutylphosphoniumbromid
Tetrabutylphosphoniumbromid ist ein quartäres Phosphoniumsalz.

## Eigenschaften
Tetrabutylphosphoniumbromid ist ein kristalliner Feststoff, der bei 103 °C schmilzt. Oberhalb von 300 °C erfolgt eine thermische Zersetzung. Als Zersetzungsprodukte wurden Tributylphosphin und n-Butylbromid detektiert.

## Verwendung
Tetrabutylphosphoniumbromid bildet Semiclathrate, die auf ihre Fähigkeit, Wasserstoff zu speichern, untersucht werden. Weiterhin wird es als Quelle für das Tetrabutylphosphonium-Kation in der Synthese von ionischen Flüssigkeiten benutzt.